# Obesotoma hokkaidoensis
Obesotoma hokkaidoensis is een slakkensoort uit de familie van de Mangeliidae. De wetenschappelijke naam van de soort is voor het eerst geldig gepubliceerd in 1941 door Bartsch.